# Дормидонтов Григорій Федорович
Григорій Федорович Дормидонтов (нар. 30 вересня 1852, м. Городищі Пензенської губернії — 1919) — російський вчений-правознавець (романіст), ректор Казанського університету в 1909–1918 роках.

## Біографія
Народився 30 вересня 1852 року у м. Городищі Пензенської губернії в сім'ї чиновника.
1876 року закінчив юридичний факультет Казанського університету зі ступенем кандидата прав.
У 1876—1879 роках залишений стипендіатом по кафедрі цивільного судочинства для підготовки до професорського звання.
Від 1879 року обіймав різні посади в університеті. 1882 року отримав ступінь магістра цивільного права.
У 1883 обраний Радою університету доцентом по кафедрі римського права. В 1884 році затверджений екстраординарним професором по цій кафедрі, а 1895 року — після захисту докторської дисертації на тему «Классификация явлений юридического быта, относимых к области применения фикций» (захист 25 вересня 1895) — затверджений ординарним професором. У 1896 році був призначений деканом юридичного факультету.
10 жовтня 1909 року обраний на посаду ректора та затверджений на цій посаді 11 січня 1910 року.
4 серпня 1917 року подав прохання міністру народної освіти про звільнення за хворобою. 22 березня 1918 року був звільнений з посади ректора.
Помер 1919 року.

## Вибрані праці
- Об ответственности наследников по обязательствам оставителя наследства: Исслед. Г. Дормидонтова. — Вып. 1- Казань: Унив. тип., 1881—1882.
- Классификация явлений юридического быта, относимых к случаям применения фикций: Исслед. Г. Ф. Дормидонтова: [Дис.]. — Казань: Типо-лит. Имп. ун-та, 1895 (Дормидонтов Г. Ф. Классификация явлений юридического быта, относимых к случаям применения фикций: Юридические фикции. Презумпции. Скрытные, символические, притворные и мнимые действия. Фидуциарные сделки. — Казань: Типография Императорского Университета, 1895. — 176 с.).
- Система римского права: Обязательственное право. — Казань, 1909. — Ч. 1 — 2.
- Система римского права: Общая часть. — Казань, 1910. (2-е изд. 1915).